# گله‌شین
گله شین، روستایی از توابع بخش کوهسار در شهرستان سلماس استان آذربایجان غربی در ایران است.

## جمعیت
این روستا در دهستان چهریق قرار داشته و بر اساس سرشماری سال ۱۳۸۵ جمعیت آن *نفر (* خانوار)
بوده است.